# Kortbaardhoningeter
De kortbaardhoningeter (Melionyx nouhuysi) is een zangvogel uit de familie Meliphagidae (honingeters). Deze vogel is genoemd naar de Nederlandse marineofficier Jan Willem van Nouhuys die samen met Lorentz een aantal expedities naar Nieuw-Guinea heeft ondernomen.

## Verspreiding en leefgebied
Deze soort is endemisch in de bergen van westelijk Nieuw-Guinea.